# 川本裕達
川本 裕達（かわもと ひろみち、1975年5月31日 -）は、地方競馬の大井競馬場・小林牧場分厩舎森谷良臣厩舎所属の元騎手、現厩務員である。騎手時代の勝負服の柄は胴桃・白鋸歯形、袖紫。兵庫県出身、血液型O型。

## 来歴
1994年3月31日付けで地方競馬騎手免許を取得し、福永二三雄厩舎から騎手デビュー。同年4月10日第1回大井競馬2日目第3競走サラ系5歳一般戦ホクソウワカで初騎乗（11頭立て7番人気4着）。同年5月15日第3回大井競馬3日目第1競走サラ系5歳一般戦をコーウンタイセイで優勝（11頭立て10番人気）し、初勝利。
公営新潟にレンタル移籍していた山本泉が結婚のため引退した後を受けるように1999年10月2日から新潟公営にレンタル移籍。2001年1月2日まで騎乗した。
1999年11月6日3回福島3日目第8競走3歳500万下ジェットボンで中央競馬初騎乗（16頭立て16番人気5着）。
2000年地方競馬通算100勝達成。同年4月23日第18回新潟皐月賞を1番人気ジェットボンで勝利し、重賞初制覇。更に11月19日第21回新潟ジュニアカップを3番人気ガンバレバーで勝利し、重賞2勝目を挙げる。
公営新潟競馬での通算成績は523戦77勝（ほかJRA14戦0勝）
2006年12月4日から2007年3月3日まで伊藤強一厩舎所属として笠松競馬場で、2007年7月21日から9月9日まで田中守厩舎所属として高知競馬場で、更に9月18日から10月25日まで廣森久雄厩舎所属としてホッカイドウ競馬で期間限定騎乗をした。
2007年12月21日付けで高岩孝敏厩舎から森谷良臣厩舎へ所属変更した。
2010年2月3日平成21年南関東公営競馬功労騎手賞受賞。同年9月3日第9回大井競馬6日目第1競走3歳未出走戦ジーエスベムスターの騎乗（12頭立て12番人気10着）を最後に騎乗を取りやめ、以後調教師試験合格を目指していた。
2011年5月24日付けで発表された平成23年度第1回免許試験で調教師試験を、騎手免許を更新せず挑んだが不合格となり、厩務員転身のため同年5月31日付けで現役引退となった。以後も調教師を目指すとのこと。最終騎乗は同年5月27日第4回大井競馬5日目第10競走りょうけん座特別テラモガルダンで、14頭立ての11着だった（2番人気）。
地方通算成績は2514戦189勝・2着185回・3着221回・勝率7.5%・連対率14.9%
中央競馬通算14戦0勝・2着2回・連対率14.3%